# فولفجانج هوبر
فولفجانج هوبر (بالألمانية: Wolfgang Huber)‏ (و. 1942 – م) هو قس، وثيولوجي، وأستاذ جامعي من ألمانيا . ولد في ستراسبورغ.

## التعليم
تعلم في جامعة توبنغن، وجامعة غوتنغن

## مناصب وهيئات
أدار جامعة هايدلبرغ، وجامعة ماربورغ.

## جوائز
حصل على جوائز منها:
- Order of Merit of Berlin
- Grand Cross of the Order of Merit of the Federal Republic of Germany.

## روابط خارجية
- فولفجانج هوبر على موقع IMDb (الإنجليزية)
- فولفجانج هوبر على موقع مونزينجر (الألمانية)